# Nekhbet
Nekhbet var en tidlig prædynastisk gudinde fra det gamle Egypten. Efter Egyptens forening blev hun gudinde for hele Øvre Egypten.
Hun fremstilledes enten som en grib med den hvide krone på hovedet eller som en kvinde der i den ene hånd holder en lotus og i den anden en ankh. Hun bliver ofte vist sammen med Nedre Egyptens gudinde Wadjet, der fremstilles som en slange, nogle gange med vinger. De to gudinder indgår i faraos titulatur under navnet nebti, der betyder "De to fruer". Som beskytter af Øvre Egypten kunne hun også symbolisere Øvre Egyptens hvide krone.

Som beskyttende gudinde optrådte hun også som fødselsgudinde, hvilket førte til at hun blev identificeret med Heket. Hun blev også identificeret med Ras venstre øje, månen, og således med Horusøjet. I nye rige blev Nekhbet identificeret med Hathor, og kunne siden, ligesom denne, optræde som soløjet.
Egypts ældste orakel var Nekhbets helligdommen i Nekheb, den oprindelige nekropolis eller den dødeby. Det var den ledsagende by til Nekhen, Egyptens religiøse og politiske hovedstad i slutningen af Predynastiske periode (ca. 3200-3100 f.Kr.) og sandsynligvis også i den tidlige dynastiske periode (ca. 3100-2686 f.Kr.). Den oprindelige bosættelse på Nekhen-stedet stammer fra Naqada I eller de sene badariske kulturer. På sin højde, fra omkring 3400 f.Kr. havde Nekhen mindst 5.000 og muligvis så mange som 10.000 indbyggere.
Præstinderne af Nekhbet blev kaldt muu (mødre) og havde beklædningsgenstande af egyptiske gribbefjer.
Nekhbet var det øvre Egyptens beskyttende guddom. Nekhbet og hendes nedreegyptiske modstykke Wadjet optrådte ofte sammen som "de to fruer".
I Nye rige vistes gribben sammen med uræusen på den egyptiske kongelige hovedbeklædning kaldet en nemes, med hvilke konger blev begravet. Uræus og grib er traditionelt fortolket som Wadjet og Nekhbet, men Edna R. Russmann har antydet, at de i denne sammenhæng repræsenterer Isis og Nephthys, to store begravelsesgudinder, i stedet.
Nekhbet blev sædvanligvis afbildet svævende, med sine vinger spredt over det kongelige billede og med to shen-symboler (der repræsenterer evig omringende beskyttelse), i sine klør. Som protektor for farao blev hun undertiden set som mor til det guddommelige aspekt af faraoen, og det var i dette henseende, at hun blev kaldt moder af moderen og den store hvide ko af nekheb.
I nogle sene tekster i Dødebogen kaldes Nekhbet for Faderens Far, Moder af Mødre, som har eksisteret fra Begyndelsen.